# Anton Johan Wrangel den äldre
Anton Johan Wrangel (den äldre), född 20 oktober 1679 på gården Hue utanför Reval, död 17 april 1762 i Stockholm, var en svensk greve och sjömilitär.
Sedan Wrangel hade genomgått de lägre graderna vid flottan, utnämndes han 1700 till konstapel, varefter han 1702-03 var i holländsk och engelsk sjötjänst. År 1704 återkom han till Sverige, och befordrades till överlöjtnant samma år och blev kapten 1709. Som kapten deltog han i flera sjötåg, inte med huvudflottan, utan mestadels i Finska viken där han förde befälet på Verden i Carl Raabs eskader, då denne verkställde sitt återtåg med tre skepp undan den ryska flottan. År 1715 hade Wrangel hunnit befordras till kommendör och chef på örlogskeppet Wrangel.
År 1719 blev han inte långt från Sandhamn angripen av fem ryska örlogsfartyg. Med skeppet Wachtmeister, en fregatt och några mindre fartyg, värjde han sig i en halv dag, fast några andra ryska fartyg avskar honom från Sandhamn. Slutligen blev Wrangel svårt sårad och måste lämna befälet till sekonden, kapten Trolle, vilken med samma tapperhet fortsatte striden. Först sedan mer än halva manskapet stupat och skeppet blivit vrak gav Wrangel order om att stryka flagg, och han bortfördes i fångenskap.
Efter fredsslutet återkom Wrangel 1722 till Sverige. År 1736 utnämndes han till schoutbynacht, 1740 blev han viceamiral, kommendant i Karlskrona och riksråd. År 1747 upphöjdes han i friherrligt stånd, och 1748 blev han serafimerriddare. Som rådherre var han motståndare till hattarnas politik men spelade ingen större politisk roll. Han avstyrkte kriget 1741, men åtog sig att 1742 i Karlskrona påskynda flottans utrustning. Den 22 november 1751 upphöjdes han i grevligt stånd.
Anton Johan Wrangel var son till ryttmästaren Tönnes Johan von Wrangell af Sauss och hans hustru Anna Margreta von Ramm. Han gifte sig första gången 1716 med Katarina Sofia Kruuse och andra gången 1742 med grevinnan Anna Sofia Spens. I första giftet blev han far till greven och amiralen Anton Johan Wrangel den yngre och friherre Otto Reinhold Wrangel af Sauss.